# ローレン・スコット
ローレン・スコット（L'Wren Scott、1964年4月28日 - 2014年3月17日）はアメリカ合衆国のファッションデザイナー。